# Juan Bautista Gill
Juan Bautista Gill García del Barrio (Assunção, 28 de outubro de 1840 — 12 de abril de 1877) foi um político paraguaio, presidente do país de 25 de novembro de 1874 a 12 de abril de 1877, quando foi assassinado, por emboscada. Foi sucedido por seu vice-presidente e primo, Higinio Uriarte.